# Wang (Bavière)
Pour les articles homonymes, voir Wang.
Wang est une commune de Bavière (Allemagne), située dans l'arrondissement de Freising, dans le district de Haute-Bavière.